# Мвенемісуку
Мвенемісу́ку (англ. Mwenemisuku) — традиційна громада у складі дистрикту Читіпа Північного регіону Малаві.
Населення — 25816 осіб (2018).